# Euryattus venustus
Euryattus venustus là một loài nhện trong họ Salticidae.
Loài này thuộc chi Euryattus. Euryattus venustus được Carl Ludwig Doleschall miêu tả năm 1859.